# Ходорівська сільська рада (Миронівський район)
Ходорівська сільська рада — сільська рада в Українській РСР до 1970 року із центром у селі Ходорів (нині Ржищівської громади Київської області). У 1970 році перетворена на Ведмедівську сільраду із центром у Ведмедівці.
Входила до Македонського (Ходорівського) району у 1923—1925 роках, до Ржищівського району у 1925—1962 роках, до Кагарлицького району у 1962—1965 роках і до Миронівського району у 1965—1970 роках. У 1961—1970 роках до сільради також входило село Ведмедівка.

## Історія
До 1923 року Ходорівська сільрада, єдиним поселенням якої було містечко Ходорів, входила до Ходорівської волості Богуславського повіту Київської губернії. У 1923 році сільрада відійшла до новоутвореного Македонського району Київської округи.
У 1925 році Македонський район перейменували на Ходорівський. Невдовзі після цього район розформували, а Ходорівську сільраду віднесли до Ржищівського району Київської округи.
11 січня 1961 року рішенням виконавчого комітету Київської обласної ради депутатів трудящих № 10 «Про адміністративно-територіальні зміни в Ржищівському районі» село Ведмедівка Грушівської сільради Ржищівського району передали в підпорядкування Ходорівській сільраді.
30 грудня 1962 року Указом Президії Верховної Ради УРСР «Про укрупнення сільських районів Української РСР» ліквідовано Ржищівський район, усі сільські ради якого, включно з Ходорівською, увійшли до складу Кагарлицького району.
4 січня 1965 року був виданий Указ Президії Верховної Ради УРСР «Про внесення змін до адміністративного районування Української РСР», відповідно до якого відбулося об'єднання обласних (промислових) і обласних (сільських) рад депутатів трудящих УРСР і розукрупнення районів на території Української РСР. Зокрема у Київській області відновили Миронівський район, до якого увійшла і Ходорівська сільрада.
9 листопада 1970 року видано рішення виконавчого комітету Київської обласної ради депутатів трудящих № 767 «Про зміни в адміністративно-територіальному поділі окремих районів області», відповідно до якого центр Ходорівської сільради Миронівського району був перенесений до села Ведмедівка, а сільрада перейменована у Ведмедівську.